# Bałtyk-Bieszczady Tour

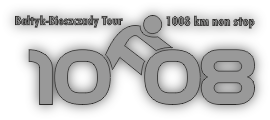
Logo Ultramaratonu Bałtyk-Bieszczady Tour

Bałtyk-Bieszczady Tour – ultramaraton kolarski rozgrywany cyklicznie na terenie Polski na trasie pomiędzy Świnoujściem a Ustrzykami Górnymi. Trasa imprezy liczy około 1008 kilometrów, a uczestnicy rywalizują non-stop. Limit czasu przejazdu wynosi 70 godzin. 

## Historia
Pomysł zorganizowania Ultramaratonu Bałtyk-Bieszczady Tour zrodził się w 2004 roku na historycznym wyścigu Dookoła Zalewu Szczecińskiego. W czasie pokonywania trasy tamtej imprezy, Robert Janik (obecnie główny organizator), oraz Wacław Żurakowski (obecnie Sędzia Główny) tworzyli kolejne wizje ekstremalnych eskapad rowerowych. Jedną z nich był pomysł przejazdu ze skrajnych punktów Polski. Miała być to jednorazowa wyprawa, z udziałem kilku uczestników, z zamiarem pokonania trasy liczącej ponad 1000 km.
Dzięki wsparciu producenta map cyfrowych, firmy Imagis, pierwsza edycja imprezy odbyła się w sierpniu 2005 roku, w kameralnej, 15-osobowej obsadzie. Mimo braku doświadczenia w organizacji tak ekstremalnego maratonu i przy niewielkiej bazie logistycznej, wszystkim startującym kolarzom udało się dotrzeć do mety. Zwycięzcą historycznej I edycji maratonu został Zdzisław Kalinowski z Choszczna, pokonując trasę w niespełna 39 godzin.
Kolejne lata to stopniowa poprawa standardów organizacyjnych (wprowadzenie monitoringu GPS, wozów serwisowych, opieka lekarza na trasie wyścigu), stały wzrost frekwencji, i, co bardzo ważne, podwyższenie poziomu sportowego imprezy. Dowodem tego może być sukcesywna poprawa rekordu trasy w kolejnych edycjach. Obecny rekord w kategorii solo (zawodnik jedzie sam) wynosi 33 godz. 10 min. a w kategorii OPEN (zawodnicy mogą jechać grupą) 34 godziny. Grupa kolarzy którzy złamali „barierę” 40 godzin liczy już prawie 30 osób. Począwszy od IV edycji, zawodnicy rywalizują w dwóch kategoriach – solo i open.
Od 2009 roku Imagis-Tour zmienił nazwę na Bałtyk-Bieszczady Tour, a we współorganizację punktów kontrolnych zaangażowały się lokalne administracje i stowarzyszenia działające na trasie imprezy. VIII edycja Ultramaratonu Bałtyk-Bieszczady Tour rozegrana w 2014 roku okazała się być rekordowa pod względem frekwencji. Spośród niemal 180 zgłoszonych do startu kolarzy, blisko 160 zameldowało się na mecie w Ustrzykach.

## Trasa
Z założenia każda edycja rozgrywana jest na niezmienionej trasie. Ma to stanowić punkt odniesienia dla uczestników, a także ułatwić nawigację szczególnie kolarzom mającym już za sobą start w imprezie. Drobne korekty, którym ulega trasa, wymuszone są jedynie panującymi warunkami drogowymi (budowa nowych szlaków, remonty, objazdy). Wyjątek stanowiła IV edycja imprezy, kiedy to trasę wydłużono o 8 kilometrów, umieszczając metę w miejscowości Wołosate. Na trasie zlokalizowane są liczne punkty żywieniowo-kontrolne.

## Stroje

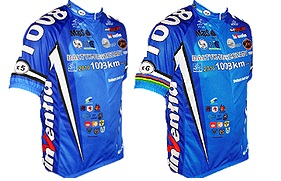
Wzór koszulek za ukończenie BBT

Pomysł strojów kolarskich jako nagród dla każdego kończącego 1008 km wzorowany jest na zasadach „Towarzystwa Kaphornowców” w których żeglarze opływający przylądek Horn mieli prawo noszenia charakterystycznej chusty. Żeglarze, którzy opłynęli przylądek kilkukrotnie – wyróżniali się inną kolorystyką chusty. Strój otrzymywany w nagrodę za ukończenie imprezy jest kompletny (spodenki i koszulka) i może służyć zarówno w zawodach, jak i treningach. 

## Kategorie uczestników
- Open – kolarze mogą pokonywać trasę w grupach, jednak zobowiązani są do zachowania co najmniej 100-metrowego odstępu od zawodników kategorii Solo.
- Solo – zawodnicy z tej kategorii pokonują trasę samotnie, zachowując odstęp minimum 100 metrów od innych uczestników imprezy.
- Tandem – uczestnicy pokonują trasę na dwuosobowych rowerach typu tandem.

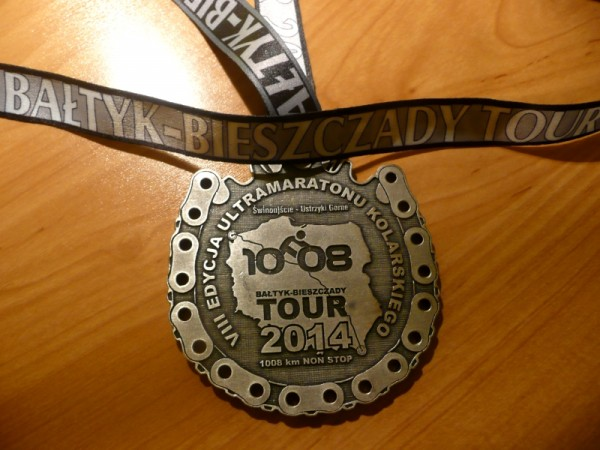
Medal za przejechanie trasy Ultramaratonu Bałtyk-Bieszczady Tour

## Zwycięzcy
| Rok  | Mężczyźni Solo      | Czas  | Mężczyźni Open                                                           | Czas  | Kobiety Solo         | Czas  | Kobiety Open        | Czas  |
| ---- | ------------------- | ----- | ------------------------------------------------------------------------ | ----- | -------------------- | ----- | ------------------- | ----- |
| 2005 |                     |       | Zdzisław Kalinowski                                                      | 39:30 |                      |       |                     |       |
| 2006 |                     |       | J.Chudala, R.Kądziołka, B. Szyszka                                       | 38:46 |                      |       |                     |       |
| 2007 |                     |       | G.Bordoszewski, W. Jaśniewicz                                            | 37:40 |                      |       | Jolanta Maślanka    | 61:29 |
| 2008 | Zdzisław Kalinowski | 35:58 | J.Chudala, A. Filipek                                                    | 38:22 | Barbara Chowaniec    | 64:47 |                     |       |
| 2010 | Krzysztof Dziedzic  | 45:54 | Bogusław Kramarczyk                                                      | 41:02 |                      |       |                     |       |
| 2011 | Zdzisław Kalinowski | 36:45 | Roman Kościak                                                            | 36:50 |                      |       | Beata Tulimowska    | 68:38 |
| 2012 | Adam Wojciechowski  | 43:29 | K.Dziedzic, K.Łańcucki, Z.Łuczkowski J.Kozioł, B. Kramarczyk, R. Kościak | 35:19 |                      |       | Danuta Blank        | 54:43 |
| 2014 | Remigiusz Ornowski  | 35:50 | Dariusz Bulanda                                                          | 36:28 | Marzena Szymańska    | 60:34 | Agata Wójcikiewicz  | 46:24 |
| 2016 | Bogusław Adamczyk   | 36:52 | K.Dziedzic, S.Mazur, M.Dąbrowski                                         | 37:45 | Agata Wójcikiewicz   | 41:20 | Katarzyna Orłowska  | 43:08 |
| 2018 | Bogusław Adamczyk   | 34:53 | Karol Żwiruk, Michał Szadura                                             | 37:39 | Agata Wójcikiewicz   | 36:53 | Barbara Kwaśniewska | 59:04 |
| 2020 | Paweł Miłkowski     | 33:10 | Paweł Pieczka                                                            | 34:00 | Aleksandra Piekarska | 50:59 | Sylwia Kowalska     | 44:50 |

## Rekordy
| Kategoria      | Imię i nazwisko    | Rok  | Czas  |
| -------------- | ------------------ | ---- | ----- |
| Mężczyźni Solo | Paweł Miłkowski    | 2020 | 33:10 |
| Mężczyźni Open | Paweł Pieczka      | 2020 | 34:00 |
| Kobiety Solo   | Agata Wójcikiewicz | 2018 | 36:53 |
| Kobiety Open   | Agata Wójcikiewicz | 2016 | 41:20 |

## Imprezy kwalifikacyjne
Aby uzyskać prawo startu w Ultramaratonie Bałtyk-Bieszczady Tour każdy uczestnik musi wcześniejszą kwalifikację. Do jej uzyskania należy przejechać jeden z poniższych maratonów:
1. Śląski Maraton Rowerowy w Radlinie (600 km)[2]
2. Pierścień Tysiąca Jezior (610 km)[3]
3. Maraton kwalifikacyjny w Świnoujściu
4. Maraton Dookoła Polski (południową granicą Polski)[4]
5. Maraton Piękny Wschód w Parczewie (500 km)
6. Maraton Podróżnika (500 km)

Każdy kolarz, który ukończył VIII edycję BBT 2014 posiada automatyczną kwalifikację do następnej edycji imprezy.

## Zakończenie imprezy
Oficjalna impreza zakończeniowa odbywa się równolegle z podsumowaniem cyklu Pucharu Polski w Supermaratonach Rowerowych. Podczas zakończenia uczestnicy otrzymują dedykowane stroje sportowe z zamieszczonym nazwiskiem zawodnika oraz czasem jego przejazdu.